# 萨瓦甫齐牧场
萨瓦甫齐牧场，是中华人民共和国新疆维吾尔自治区阿克苏地区温宿县下辖的一个类似乡级单位。

## 行政区划
萨瓦甫齐牧场下辖以下地区：
协合勒村、萨瓦甫齐牧业队、博克台尔牧业队、托克塔依里牧业队、塔木勒克牧业队、英沿牧业队和果林队。